# Eureka (Nevada)
Eureka es un lugar designado por el censo en el condado de Eureka en el estado estadounidense de Nevada.

## Geografía
Eureka se encuentra ubicado en las coordenadas 39°30′42″N 115°57′42″O / 39.51167, -115.96167.